# 唐德华
唐德华（1936年—2025年5月5日），男，湖南湘潭人，生于湖南湘乡，中华人民共和国大法官。

## 生平
1960年，毕业于北京政法学院。1960年，供职于中国社会科学院法学研究所。1963年进入最高人民法院。1985年，任最高人民法院审判委员会委员、民事审判庭庭长。1991年至1993年，任辽宁省大连市委副书记兼政法委书记。1993年，任最高人民法院副院长。